# Esther Ferrer

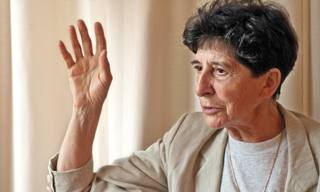
Esther Ferrer

Esther Ferrer (geboren 1937 in San Sebastián) ist eine spanische Künstlerin, die als Bildhauerin, Performance- und Installationskünstlerin, Fotografin und Kunstkritikerin bekannt ist. Sie zählt zu den bedeutendsten Vertreterinnen der Performance-Kunst in Spanien und erlangt auch international große Anerkennung.

## Leben
Esther Ferrer wurde in San Sebastián geboren und wuchs in der Nähe der französischen Grenze auf. Während der Franco-Diktatur konnte sie nach Frankreich fliehen. Anfang der 1960er Jahre kehrte sie nach San Sebastián zurück, wo sie im Jahr 1966 von Sistiaga mit der Konzeptgruppe ZAJ in Kontakt gebracht wurde. Ab diesem Zeitpunkt bis zur Auflösung der Gruppe im Jahr 1996 war Ferrer Mitglied von ZAJ. Im Jahr 1973 zog sie nach Paris, wo sie seither lebt. Ihr Mann war der amerikanische, seit 1983 in Frankreich lebende Komponist Tom Johnson, der Ende Dezember 2024 starb.
Ferrer war Lehrerin und arbeitete als Übersetzerin, während sie lange Zeit keine finanziellen Gewinne mit ihrer Kunst erzielte. Sie trug Texte für Publikationen wie El País oder Kunstmagazine wie Lápiz bei. Erst im Alter von über 60 Jahren generierte sie Einkommen aus ihrer künstlerischen Tätigkeit, was wahrscheinlich auf ihre späte Bekanntheit zurückzuführen ist. Diese finanzielle Unabhängigkeit ermöglichte es ihr, in ihrem eigenen Rhythmus zu arbeiten und sich nicht den Zwängen eines Systems beugen zu müssen.

## Künstlerischer Werdegang
Esther Ferrer wird als eine der Pionierinnen der Aktionskunst angesehen, da sie bereits 1965 mit Performances begann – zu einem Zeitpunkt, als dies in Europa noch ungewöhnlich war. Sie gehört zu den wenigen Künstlerinnen ihrer Generation, die immer noch aktiv an Ausstellungen teilnehmen und ihre Arbeit fortsetzen. In ihren Werken nutzte Esther Ferrer die Präsenz ihres eigenen Körpers, was zu einem prägenden Merkmal ihres Schaffens wurde. Die daraus entstandenen Werke sind charakteristisch für ihre künstlerische Identität.
Ferrer schuf kontinuierlich Kunstwerke und legte ihren Schwerpunkt vielmehr auf inhaltliche und konzeptuelle Qualitäten als auf die Quantität. Da sie nicht gerne ausstellte, war ihr künstlerischer Werdegang nicht sehr sichtbar war und größtenteils beschränkte sich ihre Bekanntheit auf experimentelle Kreise. Erst Ende der 1990er Jahre und insbesondere zu Beginn der 2000er Jahre beteiligte sie sich an wichtigen Ausstellungen und wurde mit mehreren Preisen ausgezeichnet. Ihre Videoproduktion Actions corporelles aus dem Jahr 1975, zeigte sie erstmals 2012 öffentlich während der Ausstellung Vidéo Vintage.
Esther Ferrer hat in den 70er Jahren mit plastischen Arbeiten gearbeitet und später künstlerisch in den Bereichen Konzeptfotografie, Installationen und Objekt-Skulpturen gewirkt. Ihre Performances zeichnen sich durch einfache geometrische Formen und eine poetisch-ironische Klarheit aus und haben eine enge Verwandtschaft zum Theater des Absurden.
Sie griff Themen wie Geschlechterrollen, Sexualität und menschliche Körper in ihren Kunstwerken auf. Ferrer führt seit 1975 allein oder in Gruppen die Performance Intimate and personal (Intim und persönlich) durch, in der die Vermessung des eigenen und fremder Körper im Mittelpunkt stehen. Sie stellt dabei einen Kontrast zwischen messbaren Zahlen und körperlichen Begebenheiten her, um die Einmaligkeit verschiedener Körper aufzuzeigen.
Esther Ferrer hat an mehreren internationalen Biennalen teilgenommen. Im Jahr 1999 vertrat sie Spanien auf der Biennale von Venedig, und 2008 erhielt sie den National Award of Fine Arts (Nationalen Preis der Schönen Künste).

## Werke (Auswahl)
- 1975: Actions corporelles

## Auszeichnungen (Auswahl)
- 2008 Premio Nacional de Artes Plásticas
- 2012 Premio Gure Artea del Gobierno Vasco
- 2014 Premio MAV (Mujeres en las artes visuales), el Premio Marie Claire für zeitgenössische Kunst und el Premio Velazquez

## Ausstellungen (Auswahl)
Einzelausstellungen
- 2023: Ich werde von meinem Leben erzählen Opelvillen Rüsselsheim
- 2019: Self-Portrait in Space (From Nothing to Nothing), 1970 Art Basel Miami Beach[4]
- 2018: Entrée dans une exposition Guggenheim-Museum Bilbao

Gruppenausstellungen
- 2022: Escribir todos sus nombres Palais Popular, Berlin
- 2020: Spanish/Female/Photographer La Tabacalera, Madrid
- 2018: 45. Ausgabe der Internationalen Messe für zeitgenössische Kunst, FIAC Paris[5]
- 2013: Pavélló Catala en La Bienal de Venecia, Biennale di Venezia
- 2012: Vidéo Vintage Centre Georges-Pompidou[6]
- 1990: Ubi Fluxus ibi Motus Biennale di Venezia